# Håll om mig nu
Håll om mig nu utkom den 18 augusti 1998 och är ett samlingsalbum av det svenska dansbandet Lotta Engbergs som leddes av Lotta Engberg.

## Låtlista
1. I'm Gonna Rock It
2. Håll om mig nu
3. Våra nya vingar
4. Juliette & Jonathan
5. Ringen på mitt finger
6. Någon
7. Fernando
8. Emelie
9. När du tar mig i din famn
10. Äntligen på väg
11. Jag önskar det alltid vore sommar
12. Leva livet ("It's My Party")